# One Congress Plaza
One Congress Plaza est un gratte-ciel situé à Austin au Texas, États-Unis, dont la construction s'est achevée en 1987. 
Il est le septième plus haut gratte-ciel de la ville d'Austin. L'immeuble mesure 121 mètres et possède 30 étages.
L'immeuble fut dessinée par la firme d'architecte Susman Tidale Gayle Architects.